# Мать моря

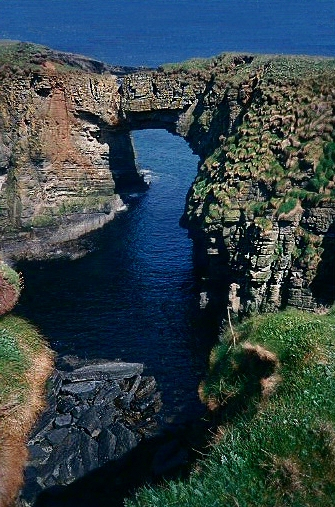
Море вокруг Оркнейских островов якобы всегда спокойное в период «правления» им Матери моря

Мать моря (скотс Sea Mither) — мифическое существо из фольклора Оркнейских островов, якобы обитающее в море в летний период и удерживающее в этот период времени демона наклави в заточении в пучине океана. Каждую весну она сражается со своим заклятым врагом Тераном, другим духом из оркнейских легенд, способным вызывать суровые зимние штормы с целью получения контроля над морями и погодой. В конце концов, согласно легендам, Мать моря побеждает Терана и ниспровергает его в пучину океана, но прилагаемые усилия по удерживанию его в заточении наряду с другими благими трудами в период лета постепенно истощают её силы, и осенью Теран, пользуясь её слабостью, вновь освобождается из-под власти Матери моря.
Истории о Матери моря и Теране относятся к числу самых старых известных оркнейских легенд; предполагается, что они были придуманы древними островитянами для объяснения капризов погоды и других природных явлений. Среди рыбаков на Шетландских островах были распространены просьбы к Матери моря о предоставлении им защиты от дьявола.

## Этимология
Слово mither в «Словаре старошотландского языка» определено как шотландский вариант слова mother («мать»), который может отражать специфические особенности устной оркнейской речи. Имя её противника, Терана, на местном оркнейском диалекте означает «бешеная ярость» и может быть производным от старонорвежского слова tyrren, означающего «сердитый».

## Народные поверья

### Описание и черты внешнего вида
Мать моря — дух лета, успокаивающий бурные морские воды, окружающие северные острова Шотландии. Шетландские островитяне, в первую очередь рыбаки, искали её защиту от дьявола. Власть над морями, согласно легендам, принадлежала Терану, духу зимы, до прихода Матери моря приблизительно в день весеннего равноденствия в середине марта. Оба духа невидимы для глаз людей. Теран является заклятым врагом Матери моря, и они жестоко бьются друг с другом, часто на протяжении нескольких недель, когда она пытается получить власть над морями. Их удары якобы вызывают штормовые ветры и сильное бурление морских вод, когда она пытается вырвать у врага власть. Вой Терана выражается в вое штормов, когда оба духа пытаются вытеснить друг друга из моря. Период весеннего боя между двумя существами называется tullye võre, или «весенняя борьба». В конце концов Мать моря одолевает Терана, нисповергая его в пучину океана; ненастная погода летом, согласно поверьям, вызвана попытками Терана к побегу.
В летние месяцы Мать моря также удерживает в заточении демоническое существо наклави, одновременно творя различные добрые дела: она наделяет водных существ способностью к размножению, согревает и успокаивает море и делает нежный летний бриз более мягким, подобным песне. Согласно записям жившего на Оркнейских островах фольклориста Уолтера Трейла Деннисона, в период «правления» Матери моря в летнее время условия, о которых сообщают островитяне, возможно, «заставляют слушателя предположить, что Оркнейский архипелаг превратился в Острова Блаженных». Но постоянные труды, взятые на себя Матерью моря по сохранению всего в покое, и усилия по удержанию контроля над Тераном постепенно истощают её силы.
К моменту приближения осени, согласно легендам, Теран пользуется ослаблением Матери моря, чтобы вырваться на свободу, и борьба между ними начинается снова. Их борьба за власть приводит к изменению погоды, выражающемуся в потемнении неба и вое ветра. В этот период Теран одерживает победу в конфликте, что именуется у островитян Gore vellye. Власть над океаном и погодой возвращается к Терану, и Мать моря вынуждена уйти. В легендах не приводится никаких подробностей относительно того, где она проводит зиму, но во время штормов, якобы вызванных Тераном, рыбаки утешались надеждой, что весной Мать моря вернётся восстановившей силы и могущественной и вновь освободит моря от злонамеренно захватившего их Терана.

## Происхождение образа
Оркнейские легенды находились под сильным влиянием скандинавской мифологии, сюжеты из которой смешивались с традиционными кельтскими легендами. Фольклорист и писатель Эрнест Марвик называл Мать моря и Терана «чистыми персонификациями природы». Некоторые древние мифы были основаны на естественных явлениях, наблюдаемых в водах бурного и переменчивого моря, окружающего Оркнейские острова, при этом рассказы о двух духах являются одними из самых старых легенд из известных на островах. В древности людям в отсутствие научных знаний необходимо было как-то объяснить капризы погоды и другие природные явления; Трейл Деннисон предполагал, что именно поэтому «воображение некого полудикаря», возможно, стало основой для легенды.